# جدلية الخلق والتطور

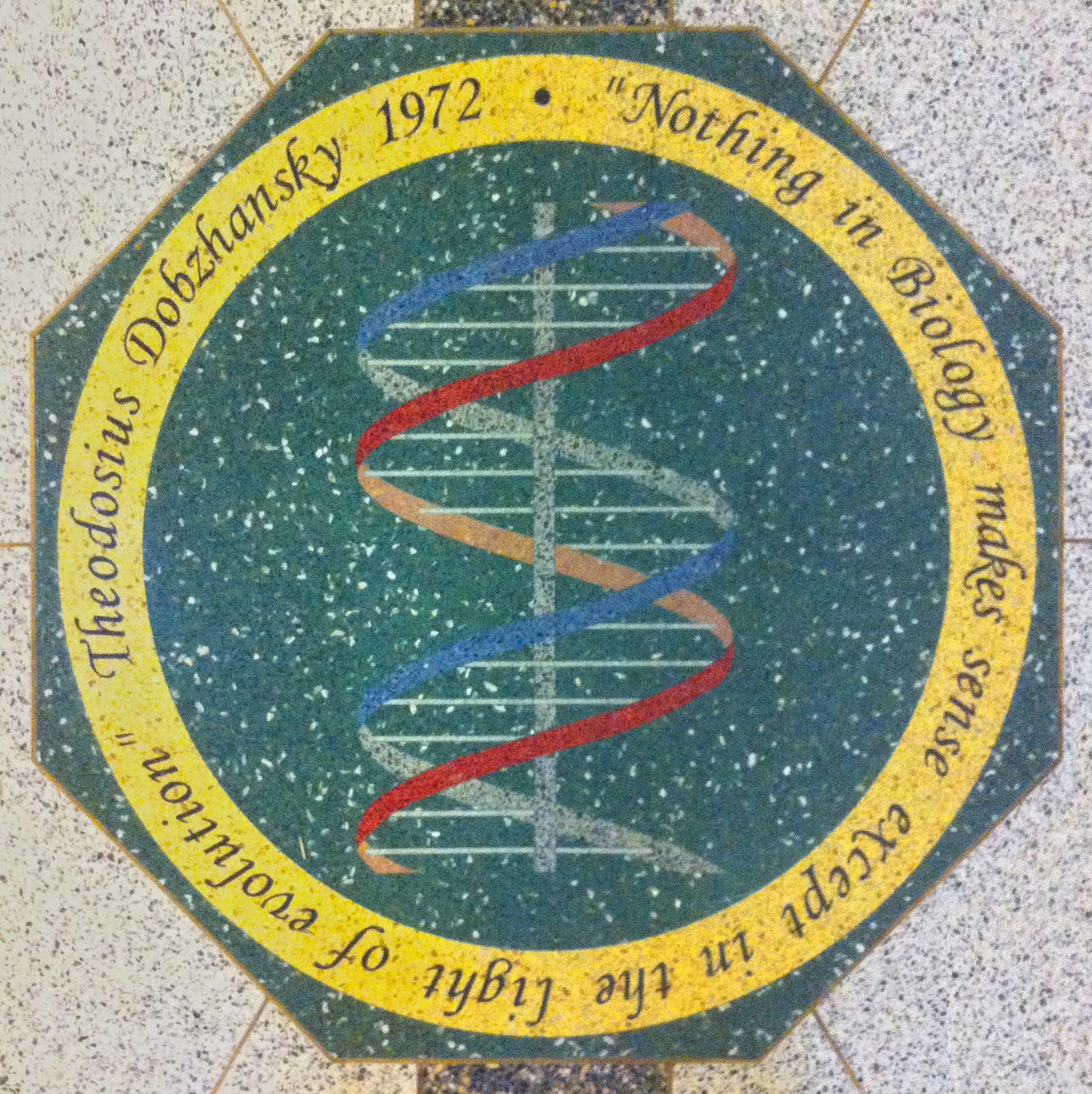
دوبجانسكي تطور نوتردام

جدلية الخلق والتطور (المعروفة أيضاً بمناظرة الخلق ضد التطور أو مناظرة الأصول) هي خلاف ثقافي، سياسي، ولاهوتي مستمر ومتكرر حول أصل الأرض، الإنسانية، وأشكال الحياة الأخرى. كان الاعتقاد السائد لوقت طويل بأن نظرية الخلق صحيحة، لكن منذ منتصف القرن التاسع عشر، أصبح التطور بالانتخاب الطبيعي حقيقة علمية تجريبية مؤكدة.
هذه المناظرة ليست علمية، بل دينية، فالمجتمع العلمي يقبل التطور كحقيقة، وتعتبر الجهود المبذولة عالمياً للحفاظ على النظرة التقليدية من وجهة نظر المجتمع العلمي علماً زائفاً. رغم أن هذا  الجدل يملك تاريخاً طويلاً، فإنها اليوم تقهقرت لتصبح بشكل رئيسي متعلقة بما يجعل تعليم العلوم جيداً، حيث تركز سياسات الخلقية بشكل رئيسي على تعليم الخلقية في المدارس الحكومية. تبرز هذه المناظرة الجدلية في الولايات المتحدة، مقارنة ببقية الدول ذات الأغلبية المسيحية، حيث يمكن تصويرها كجزء من حرب ثقافية. وهناك أيضا جدالات موازية تتواجد في بعض المجتمعات المتدينة، وذلك كما في حالة الأفرع الأكثر أصولية من اليهودية والإسلام. أما في أوروبا وأماكن أخرى، فإن الخلقية أقل انتشاراً (لا سِيَما أن الكنيسة الكاثوليكية والإتحاد الأنغليكاني يقبلان التطور)، وهناك ضغوط أقل بكثير على تعليمها كحقيقة.
يتجاهل الأصوليون المسيحيون أدلة السلف المشترك للإنسان والحيوانات الأخرى كما يتضح من علم الحفريات الحديث، علم الجينات، علم الوراثة، وعلم الأنسجة والتخصصات الأخرى المبنية على استنتاجات البيولوجيا التطورية الحديثة، الجيولوجيا، علم الكونيات، وغيرها من المجالات المرتبطة. فهم يجادلون من أجل الروايات الإبراهيمية عن الخلق، ومن أجل محاولة الحصول على مكان جنباً إلى جنب مع البيولوجيا التطورية في فصول العلوم الدراسية، طوروا هيكل كلامي يسمى «  علم الخلق  ». في قضية كيت سمبلر ضد مدارس دوفر، كُشِفَ الأساس المزعوم للخلقية العلمية ليتضح أنها بأكملها بناء ديني دون استحقاق علمي رسمي.
تعترف الكنيسة الكاثوليكية الآن بوجود التطور. وقد صرح البابا فرانسيس قائلاً: «إن الرب ليس بديميغورس أو ساحر، بل هو الخالق الذي أتى بكل شيء إلى الحياة...التطور في الطبيعة ليس متنافراً مع مفهوم الخلق، لأن التطور يتطلب خلق كائنات تتطور». اكتُشفت القوانين الجينية التطورية الوراثية لأول مرة من قبل قس كاثوليكي، وهو الراهب الأوغسطيني غريغور مندل، المعروف اليوم بمؤسس علم الوراثة الحديث.
وفقا لاستطلاع أجرته مؤسسة غالوب في عام 2014، فإن أكثر من 4 من كل 10 أمريكيين لا يزالون يؤمنون بأن الرب خلق البشر في هيئتهم الحالية منذ 10 آلاف عام، وهي رؤية تغيرت قليلاً خلال العقود الثلاثة الماضية. كما أن نصف الأمريكيين يؤمنون بأن البشر قد تطوروا، وبينهم أغلبية تقول بأن الرب قاد عملية التطور. ورغم ذلك، فإن النسبة التي تقول بأن الرب لم يتدخل في ازدياد. وفي استطلاع لمركز بيو للأبحاث في عام 2015، وجد أنه «رغم أن 37% ممن يبلغ عمرهم أكثر من 65 سنة يعتقدون بأن الرب خلق البشر في هيئتهم الحالية منذ نحو 10 آلاف عام، فإن 21% فقط من المجيبين من بين 18 إلى 29 عاماً يوافقون على ذلك».
تُصوَّر هذه المناظرة أحياناً على أن طرفيها العلم والدين، وقد ذكرت الأكاديمية الأمريكية للعلوم ما يلي:

## خلفية تاريخية
بدأت جدلية الخلق والتطور في أوروبا وأمريكا الشمالية في أواخر القرن الثامن عشر، حينما أدت تفسيرات جديدة لأدلة علم الجيولوجيا إلى نظريات عدة عن كوكب الأرض قديما، وأعطت اكتشافات الانقراضات في التسلسل الجيولوجي الأحفوري دفعة مصداقية للأفكار البدائية عن التطور، ومن أشهرها الأفكار اللاماركية. في إنجلترا، بدت أفكار التغير المستمر هذه كتهديد للنظام الاجتماعي الحالي «الثابت»، وسعت الكنيسة وبجانبها الدولة إلى قمعها. وفي عام 1844 ساهمت آثار التاريخ الطبيعي للخلق المثيرة للجدل والخاصة بروبرت شامبرز في انتشار فكرة تحول الأنواع التدريجي. في بداية الأمر، رفضت المؤسسة العلمية الفكرة بسخرية، وأبدت الكنيسة الإنجليزية ردود فعل غاضبة، لكن الكثير من التوحيديين، الصاحبيين، والمعمدانيين –وهي مجموعات معارضة لامتيازات الكنيسة الرسمية– فضلوا أفكارها عن الرب وتصرفه وفق مثل هذه القوانين الطبيعية.

## قضايا السياسة العامة
تنامت أهمية جدلية الخلق والتطور في الأعوام الأخيرة، خصوصا كنتيجة للاستراتيجية الجنوبية لاستراتيجي الحزب الديمقراطي كيفن فيليبس، وذلك أثناء فترة إدارة نيكسون وريغان في الولايات المتحدة. فقد رأى أن حركة الحقوق المدنية عزلت الكثير من الفقراء البيض الجنوبيين من حزام الكتاب المقدس، وشرع في الاستيلاء جمهور الناخبين هذا عبر التحالف مع حركة «اليمين الجديد» المسيحي.

### تدريس العلوم
روج الخلقيون لفكرة أن نظرية التطور في أزمة وانتقد علماء منهم التطور وادعوا أن العدالة والمساواة الزمنية تقتضي تدريس الطلاب عن الجدل العلمي المزعوم.
رد المعارضون، والذين هم الأغلبية الساحقة من المجتمع العلمي ومن المنظمات المختصة بدراسة العلوم، فأنكروا وجود جدلية علمية، إذ أن الجدال موجود وفقا للدين والسياسة فحسب.
قدم قسم البيولوجيا بجامعة جوج ماسون مساقا عن جدلية الخلق/التطور، ويبدو أن الطلاب لما تعلموا المزيد عن البيولوجيا، وجدوا الاعتراضات على التطور أقل إقناعا، مما يشير إلى أن تدريس الجدلية على نحو ملائم، كمساق اختياري في الفلسفة أو تاريخ العلوم أو سياسات العلم والدين، يضعف من انتقادات الخلقيين، ويثبت أن مقاومة المجتمع العلمي لهذا النهج كان من سوء العلاقات العامة.